# Jusztina Csóti
Jusztina Csóti (* 27. Februar 1998) ist eine ungarische Leichtathletin, die sich auf den Sprint spezialisiert hat.

## Sportliche Laufbahn
Erste internationale Erfahrungen sammelte Jusztina Csóti im Jahr 2016, als sie bei den U20-Weltmeisterschaften in Bydgoszcz mit 11,96 s und 24,55 s jeweils in der ersten Runde über 100 und 200 Meter ausschied. Im Jahr darauf schied sie bei den U20-Europameisterschaften in Grosseto mit 12,02 s im Halbfinale im 100-Meter-Lauf aus und schied auch über 200 Meter mit 24,15 s im Semifinale aus. Zudem verpasste sie mit der ungarischen 4-mal-100-Meter-Staffel mit 45,55 s den Finaleinzug. 2019 schied sie bei den U23-Europameisterschaften in Gävle mit 44,93 s im Vorlauf mit der Staffel aus. 2022 verpasste sie bei den Europameisterschaften in München mit 44,19 s den Finaleinzug und im Jahr darauf schied sie bei den Halleneuropameisterschaften in Istanbul mit 7,45 s in der ersten Runde im 60-Meter-Lauf aus. Im Juni wurde sie bei der 2. Liga der Team-Europameisterschaft im Rahmen der Europaspiele in Chorzów mit 43,49 s Erste in der 4-mal-100-Meter-Staffel und im August schied sie bei den Weltmeisterschaften in Budapest mit 43,38 s im Vorlauf aus. Bei den World Athletics Relays 2024 in Nassau wurde sie in 44,04 s Dritte im B-Lauf in der 2. Qualifikationsrunde über 4-mal 100 Meter für die Olympischen Spiele in Paris und verpasste damit eine Direktqualifikation. Anschließend schied sie bei den Europameisterschaften in Rom mit 43,70 s im Vorlauf mit der Staffel aus.
2019 wurde Csóti ungarische Meisterin in der 4-mal-100-Meter-Staffel. Zudem wurde sie 2020 und 2021 Hallenmeisterin im 200-Meter-Lauf sowie 2021 über 60 Meter.

## Persönliche Bestzeiten
- 100 Meter: 11,42 s (+1,5 m/s), 1. Juli 2023 in Budapest
  - 60 Meter (Halle): 7,32 s, 15. Januar 2023 in Budapest
- 200 Meter: 23,71 s (+1,3 m/s), 20. Juni 2021 in Stara Sagora
  - 200 Meter (Halle): 23,85 s, 19. Februar 2023 in Nyíregyháza